# صندوق أوراق الاقتراع

صندوق شفاف لجمع الأوراق

صندوق أوراق الاقتراع هو الصندوق الذي تجمع فيه أوراق الناخبين لفرزها فيما بعد. على أن يكون هذا الصندوق شفافا يرى ما بداخله وفارغا قبل وضعه امام الجمهور، على ألا يرفع إلا بعيد انتهاء فترة التصويت المعلنة وأي تحريك له من موقع الاقتراع قبل انتهاء هذه الفترة يخدش موثوقية الصندوق. لكن بعد تطور التقنية وقع الإستغناء عن صناديق الانتخابات والاستعانة بالوسائل الحاسوبية لتسجيل الأصوات وفرزها لاختصار الوقت والجهد اللازمين للخلوص إلى نتيجة الانتخابات. وإن كان صناديق الانتخابات لا تزال رائجة ومستعملة في عدة بلدان كبرى حول العالم وحتى في البلدان المتقدمة سيما في الانتخابات الصغيرة كانتخابات أعضاء اللجان ومجالس ادارات الشركات..